# Johan Movingers gymnasium
Johan Movingers gymnasium är en fristående gymnasieskola i gamla Råsunda, Solna kommun. 
Skolan vilar på allkristen, evangelikal grund med rötter i Lausannedeklarationen.   
Skolan är medlem i Kristna Friskolerådet Friskolornas riksförbund och Idéburna skolors riksförbund.
Johan Movingers Gymnasium erbjuder utbildning på naturvetenskapsprogrammet, samhällsvetenskapsprogrammet samt barn och fritidsprogrammet med inriktning pedagogik och socialt arbete. Den har cirka 90 elever (2023).
Skolan startades 2015 och har sitt namn efter prästen och pedagogen Johan Movinger. Skolan hade 2015-2018 lokaler i Statens Järnvägars tidigare förvaltningsbyggnad "Kontrollkontoret". 2019- 2022 låg lokalerna på Hagalundsgatan 26 i gamla Sunnanskolan. Augusti 2022 flyttade skolan till Kruthusbacken 38 i Råsunda, Solna.  

## Bakgrund och huvudman
Skolan startades ht 2003 i lokaler i Kristinebergs slottsflyglar, under namnet Andreasgymnasiet. Huvudman då var Föreningen Andreasgymnasiet. Andreasgymnasiet flyttade till Solna år 2010. År 2015 riskerade huvudmannen att gå i konkurs och skolan bytte därför huvudman, till Peter Isaac Béens utbildningsstiftelse. Sedan 2019 ingår Johan Movingers Gymnasium i Petrusgruppen, där även den kristna grundskolan Stefanskolan, Bromma, ingår.